# Gehörnte Mauerbiene
Die Gehörnte Mauerbiene (Osmia cornuta) ist eine Wildbienenart der Gattung Osmia aus der Gruppe der Mauerbienen innerhalb der Familie der Bauchsammlerbienen (Megachilidae). Diese in Süd- und Mitteleuropa vorkommende Art ist in Deutschland weit verbreitet, allerdings in Süd- und Mitteldeutschland deutlich häufiger als im Norden. Die Höhenstufe von 500 m überschreitet sie nur vereinzelt. Wie alle Mauerbienen lebt sie solitär, bildet also keine Staaten.

## Merkmale
Die Gehörnte Mauerbiene ist eine der auffälligsten Wildbienen des Frühlings. Die Weibchen und Männchen der Art kann man leicht voneinander unterscheiden.
Weibchen
Die hummelartigen Weibchen sind 12–16 mm lang. Ihr Kopf und Thorax sind schwarz bis grau-schwarz behaart. Ihr Hinterleib einschließlich der Bauchbürste ist lebhaft fuchsrot behaart. Die Weibchen besitzen am Vorderkopf zusätzlich zu den Fühlern zwei kleine, zwischen den Haaren versteckte Hörnchen (daher der deutsche sowie wissenschaftliche Artname). Die Bauchbürste der Weibchen, die sie entsprechend der Zugehörigkeit zur Familie der Bauchsammlerbienen (Megachilidae) besitzen, dient dem Transport des Pollens von den Blüten zum Nest.
Männchen

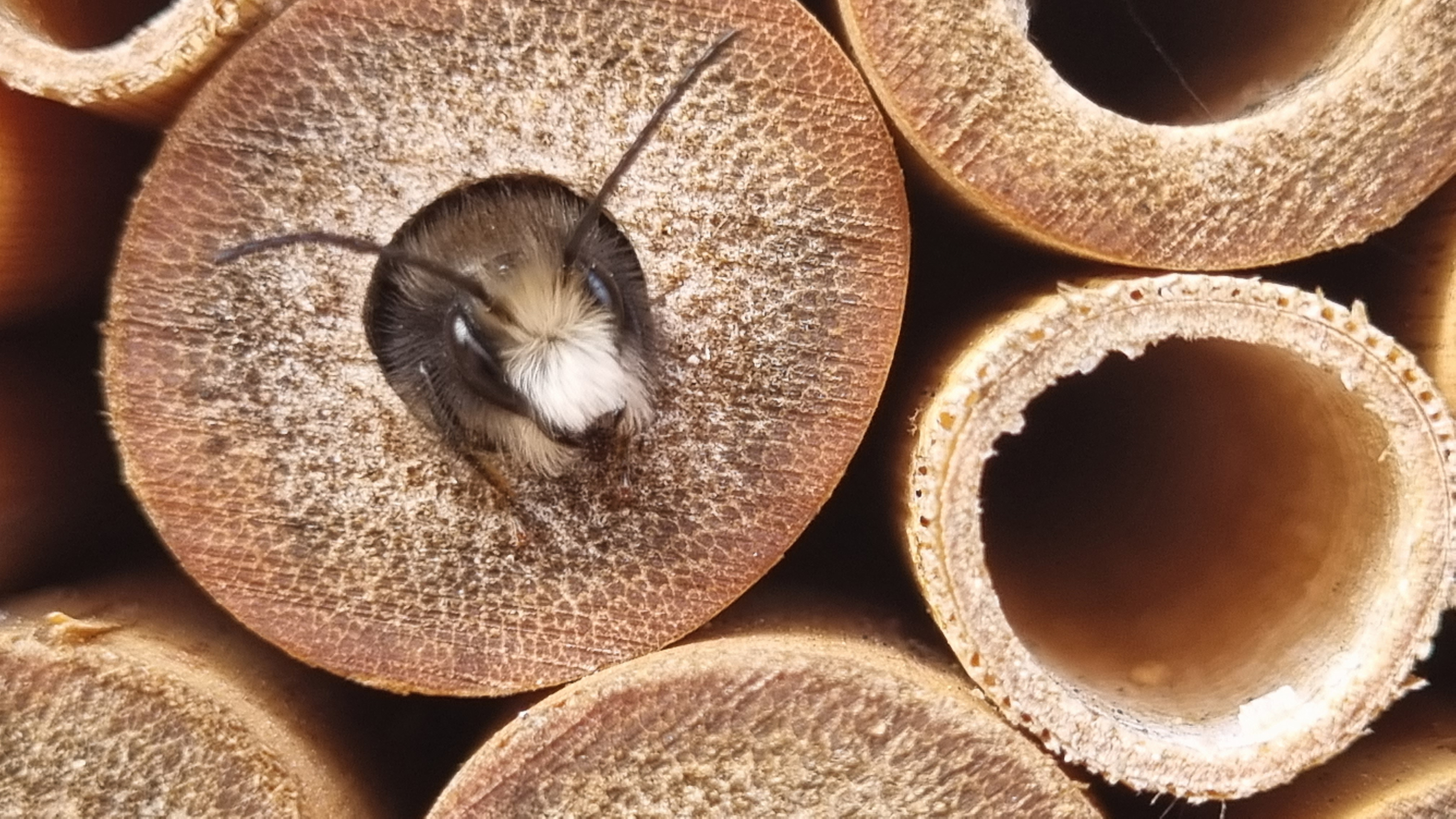
Hier sieht man ein Männchen der gehörnten Mauerbiene, nachdem es geschlüpft ist.

Die kleineren Männchen, die im Prinzip wie die Weibchen gefärbt sind, kann man leicht daran erkennen, dass ihre Kopfvorder- und unterseite im Gegensatz zu denen der Weibchen lang weiß behaart sind. Die Fühler der Männchen sind auffallend länger als die Fühler der Weibchen. Die Männchen besitzen keine Hörnchen am Vorderkopf.
Arten mit ähnlichem Aussehen; verwandte Arten
Ein ähnliches Aussehen wie die Weibchen der Gehörnten Mauerbiene besitzt die Zweifarbige Schneckenhausbiene. Zur Unterscheidung von der ebenfalls häufigen Roten Mauerbiene vgl. dort.

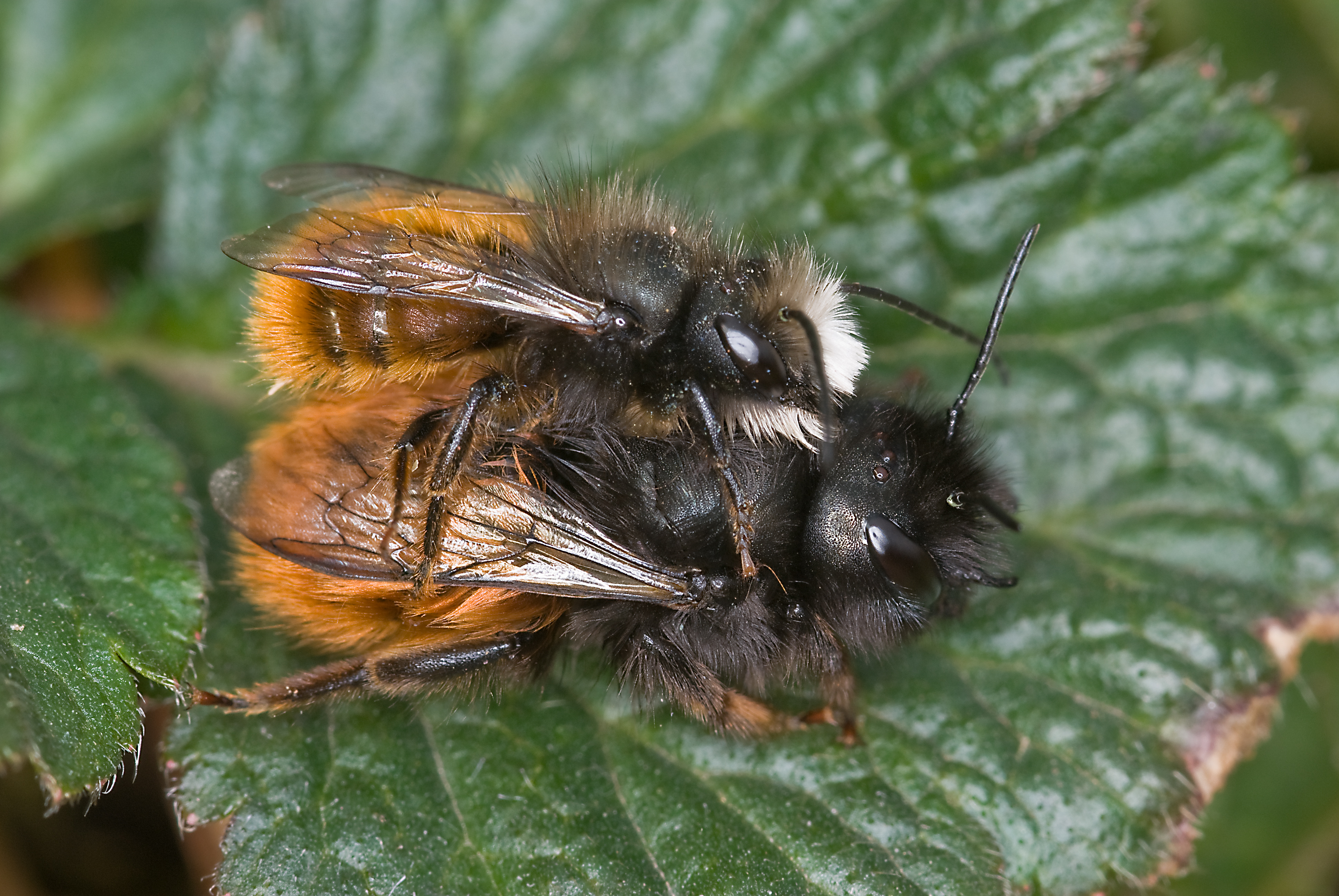
Paarung der Gehörnten Mauerbiene. Deutlich sichtbar sind die Hörnchen beim Weibchen (unten) und die weiße Gesichtsbehaarung beim Männchen (oben); beim Weibchen sind oben auf der Stirn die drei Punktaugen zwischen den Komplexaugen zu sehen.

## Lebensweise

### Nahrung, Pollenquellen
Die Gehörnte Mauerbiene zählt zu den Wildbienen, die bereits an den ersten warmen Frühlingstagen (Anfang bis Mitte März) im Siedlungsbereich des Menschen zu beobachten sind. Ihre Nahrungspflanzen sind hier dementsprechend Frühjahrsblüher. Leicht kann man die Weibchen beim Pollensammeln am Blaustern (Scilla siberica) oder am Lerchensporn (Corydalis) in Parks und Gärten beobachten. Sowohl in der Eigenversorgung mit Nektar als auch in der Wahl ihrer Pollenquellen für die Versorgung der Brut ist die Art aber nicht wählerisch.
Bisher wurden Vertreter von insgesamt 14 Pflanzenfamilien als Pollenquellen bekannt. Durch die Nutzung des Pollens von Pflanzenarten aus mehreren Pflanzenfamilien gehört die Gehörnte Mauerbiene zu den polylektischen Bienenarten und unterscheidet sich hierdurch von vielen anderen, teils hoch spezialisierten, oligolektischen Bienenarten. Die Gehörnte Mauerbiene hat eine deutliche Präferenz für Pollen von Rosengewächsen (Rosaceae), z. B. Kirschen und Pflaumen (Prunus), Apfel (Malus) und Birne (Pyrus). Weitere wichtige Pollenquellen sind Weidengewächse (Salicaceae), insbesondere aus der Gattung Weiden (Salix), Mohngewächse (Papaveraceae), insbesondere aus der Gattung Lerchensporne (Corydalis) und Ahorne (Acer).

### Nestbau

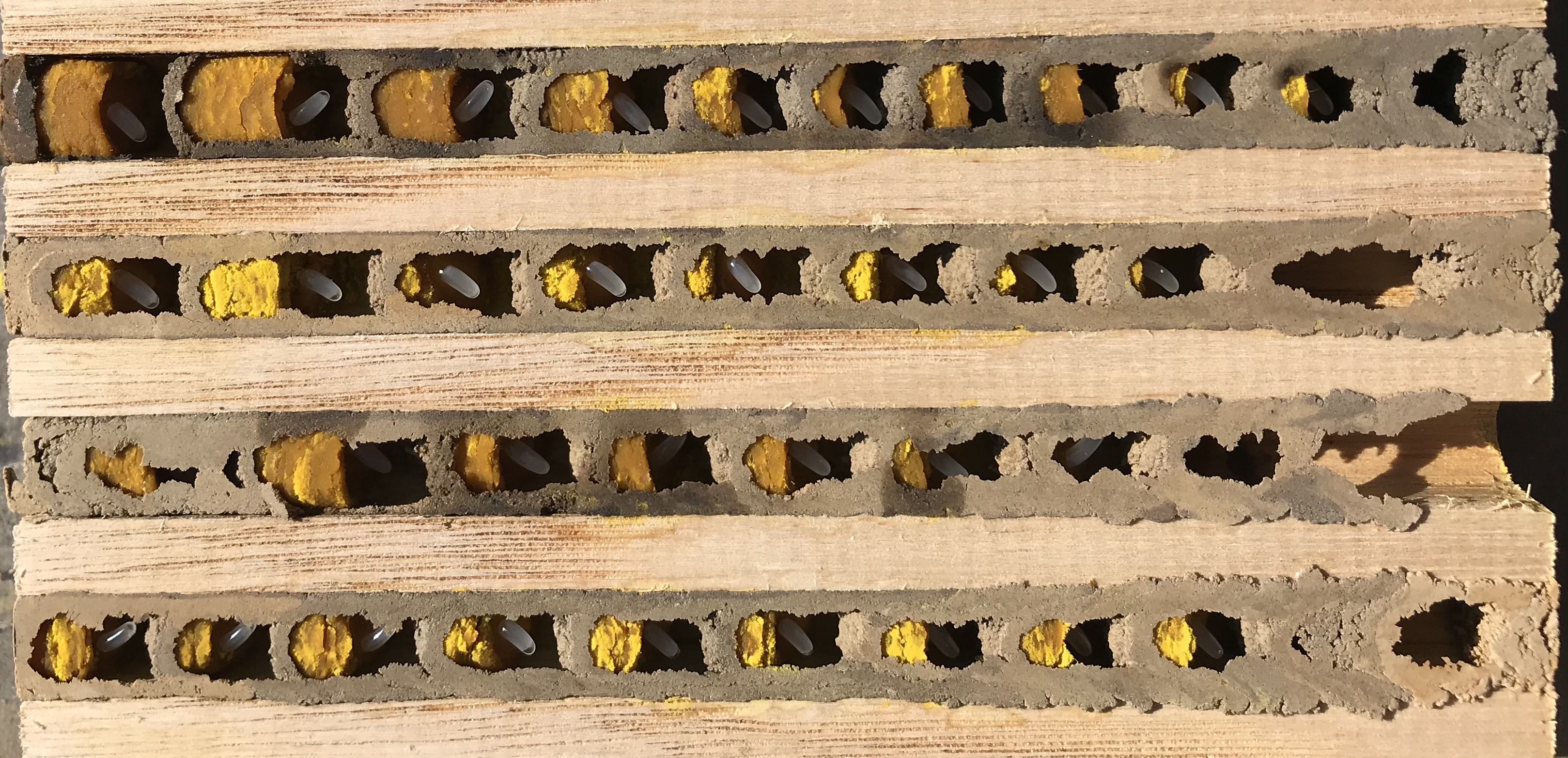
Linienbauten der Gehörnten Mauerbiene. Der Nestausgang mit dem Verschlusspfropfen und den Leerzellen befindet sich rechts. Gut zu sehen ist auch, dass pro Brutzelle ein Ei abgelegt wird und der vom Ausgang zum Ende des Nests zunehmende Futtervorrat pro Brutzelle.

Die Gehörnte Mauerbiene nistet in bestehenden Hohlräumen verschiedener Form und Größe. Außerhalb von Ortschaften nisten diese Insekten meist in südexponierten, vegetationsfreien Löss- und Lehmwänden von Hohlwegen und in Steilwänden an Flussufern, wo sie verlassene Nester der Gemeinen Pelzbiene (Anthophora plumipes) nutzen. Auch nutzen sie Bohrlöcher in weißfaulem Holz.
Innerhalb von Ortschaften baut diese auch in Gärten und Parkanlagen lebende Wildbiene ihre Nester in vorhandenen Hohlräumen diverser Art, z. B. in Mauerritzen, in Löchern im Verputz, in Abflussröhrchen von Rollläden und in Ritzen von Fensterrahmen, stellenweise auch in Vertiefungen von Mauersteinen. Die Gehörnte Mauerbiene nimmt sehr gerne künstliche Nisthilfen an. Bzgl. geeigneter Nisthilfen vgl. Abschnitt „Gefährdung und Schutz“ weiter unten.
Die Nester werden von den Weibchen über einen Zeitraum von 4 bis 6 Wochen gebaut. Ein Weibchen kann hierbei sieben Nester bauen. Die Nester sind meist Linienbauten mit bis zu 12 hintereinander liegenden Brutzellen, vor denen sich zum Ausgang hin eine sogenannte Leerzelle und ein dicker Verschlusspfropfen befinden. Die Brutzellen sind durch Querwände voneinander getrennt. Als Baumaterial dient feuchter Sand oder Lehm, der mit Drüsensekreten vermischt wird.
In jeder Brutzelle wird ein Futtervorrat aus Pollen und Nektar für die sich später in den Brutzellen entwickelnden Larven angelegt. Hierzu sammeln die Weibchen beim Besuch der Blüten sowohl Nektar als auch Pollen. Der Nektar wird in ihrem Kropf (Honigblase) und der Pollen in ihrer Bauchbürste transportiert. Bei der Rückkehr zum Nest gehen sie zuerst mit dem Kopf voraus in den Nistgang und erbrechen den Nektar am Ende des Gangs. Danach kommen sie heraus, drehen sich um und gehen dann rückwärts in den Gang, um am Gangende mit ihren Hinterbeinen den Pollen von ihrem Unterleib abzustreifen. Die Sammelausflüge und die Ablage von Nektar und Pollen werden mehrfach wiederholt, bis genügend Futter abgelegt wurde. Danach legt das Weibchen direkt an der Oberfläche des Futtervorrats pro Brutzelle ein Ei und verschließt die Brutzelle anschließend. In Brutzellen, in denen sich eine weibliche Biene entwickelt, wird ein größerer Futtervorrat angelegt als in einer Brutzelle, in der sich eine männliche Biene entwickelt. Zudem werden die Brutzellen, in denen sich männliche Bienen entwickeln, in Richtung des Nestausgangs angelegt. Die Männchen schlüpfen einige Tage vor den Weibchen und machen so den später schlüpfenden Weibchen Platz.

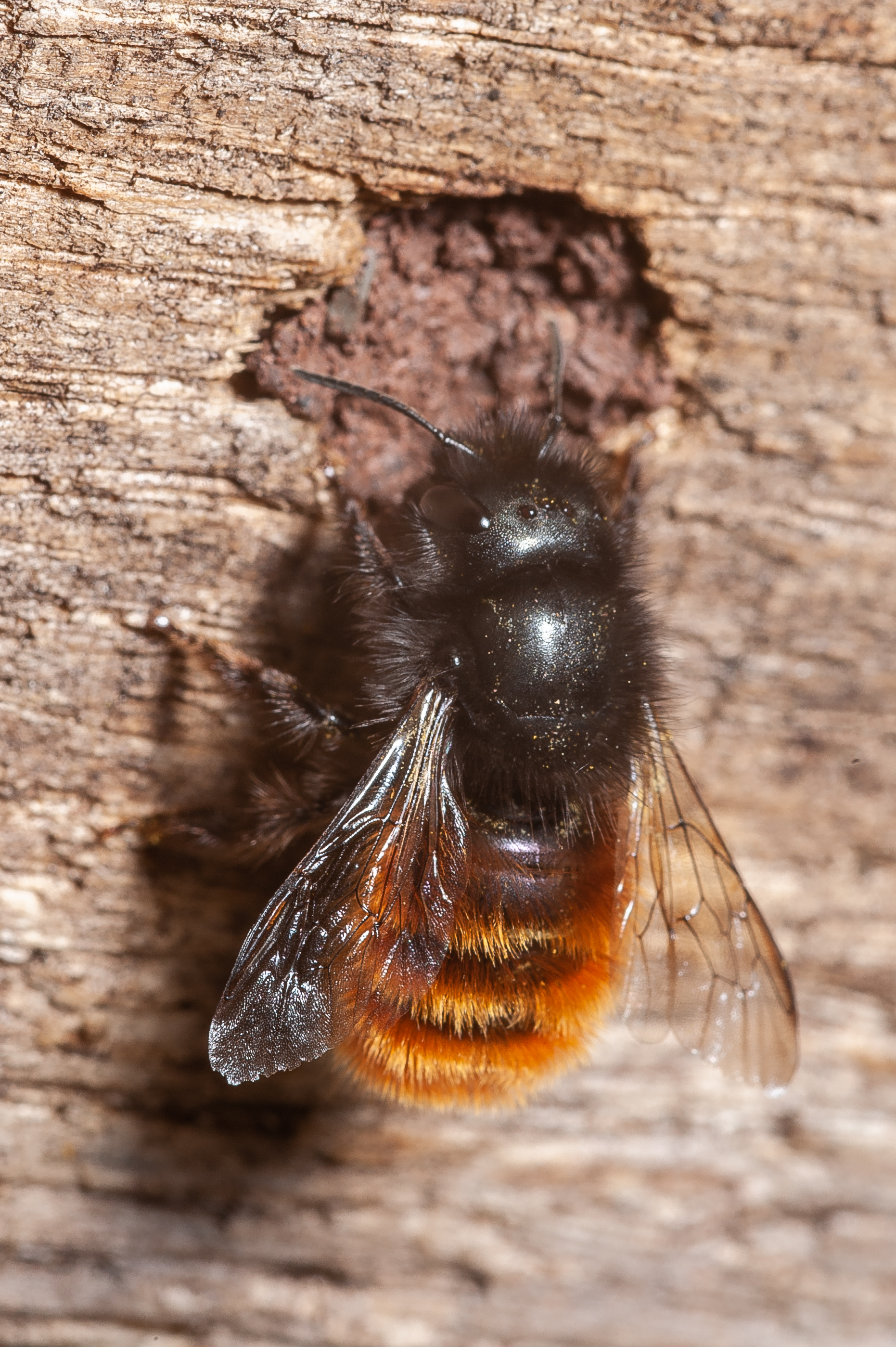
Weibchen mit fast geschlossener Brutröhre
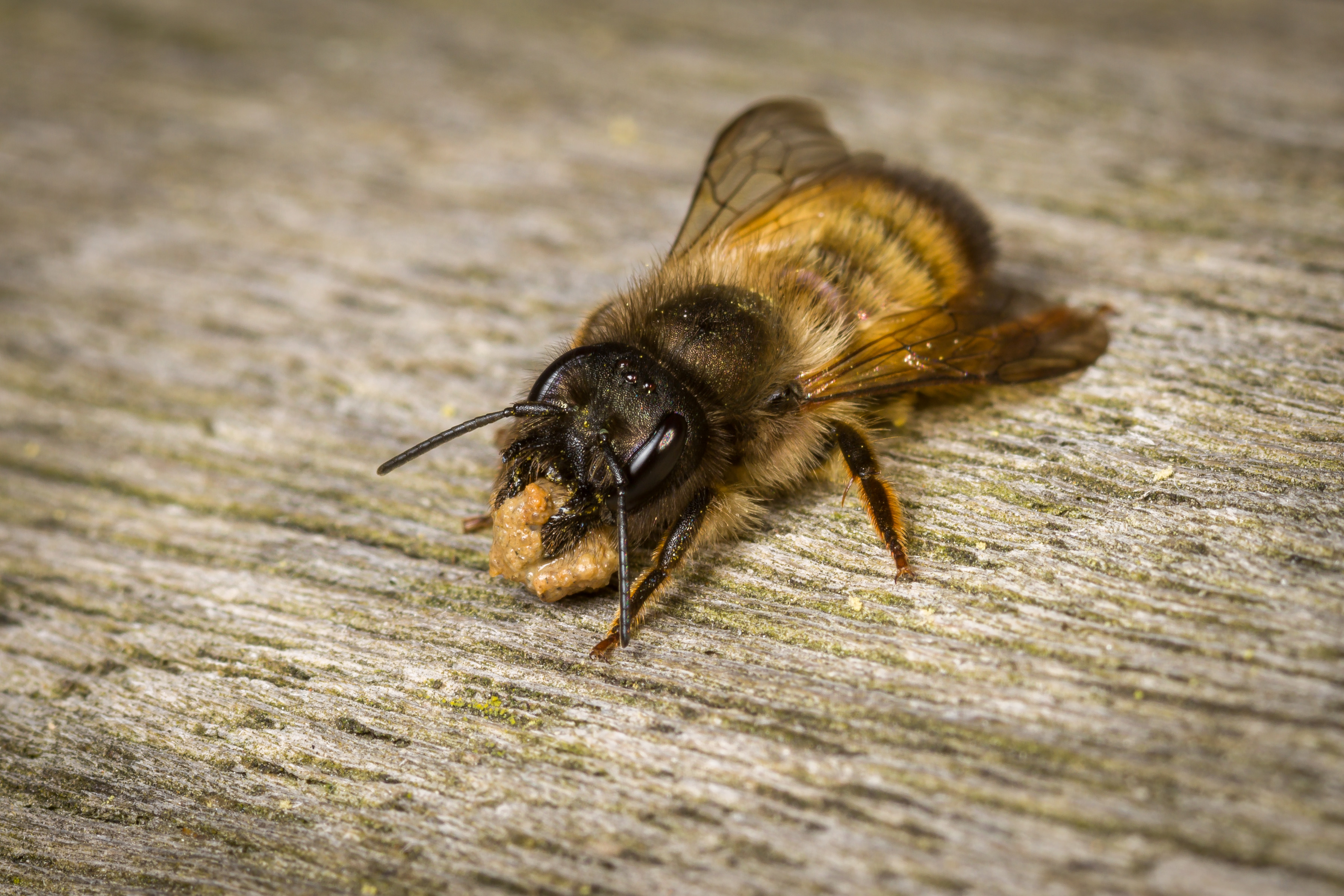
Weibchen bringt frisches Baumaterial für die Trennwand zwischen zwei Nestzellen
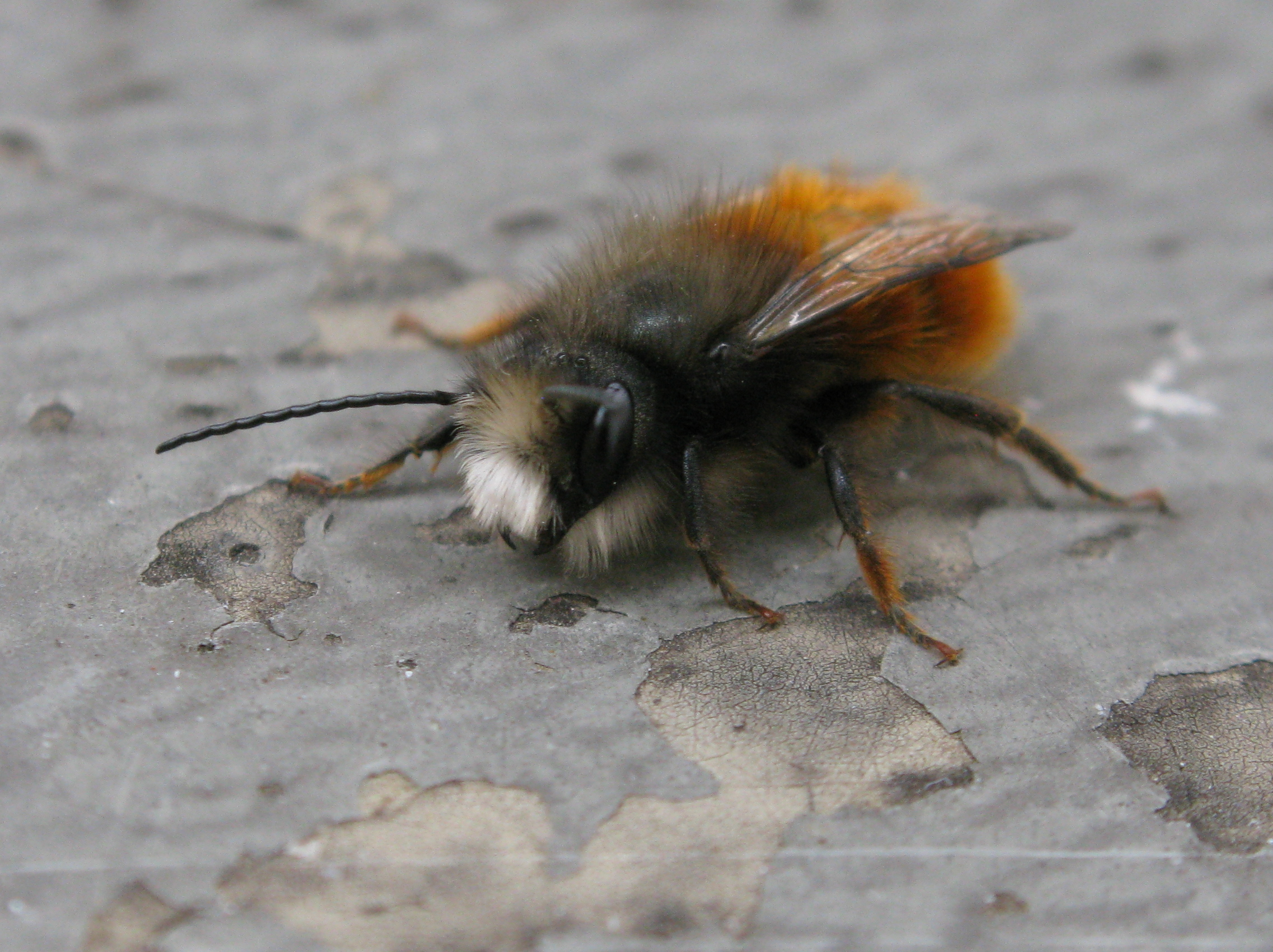
Männliche Gehörnte Mauerbiene

### Lebenszyklus
Die Gehörnte Mauerbiene ist univoltin, d. h. sie hat einen einjährigen Lebenszyklus mit einer Generation pro Jahr. Die Männchen verlassen das Nest ab Ende Februar, die Weibchen kurz darauf. Nach Eiablage schlüpfen die Larven innerhalb von 3 bis 4 Tagen. Nach dem vollständigen Verzehr des Futtervorrats verpuppt sich die Larve. Das Puppenstadium reicht von Mitte Mai bis Mitte Juli. Die Zeit von Mitte Juli bis zum nächsten Frühjahr verbringt die Gehörnte Mauerbiene im Stadium des Vollinsekts (Imago) in ihrem Kokon in Diapause. Dabei ist eine Periode mit tieferen Temperaturen notwendig um die Diapause zu beenden. Bei steigenden Temperaturen werden die Insekten in der Zeit von Februar bis März wieder aktiv. Nach Aufnagen des Kokons, der Querwände und des Verschlusspfropfens verlassen die Gehörnten Mauerbienen im auf die Eiablage folgenden Frühjahr nacheinander ihr Nest, worauf der Zyklus mit der neuen Generation von neuem beginnt.

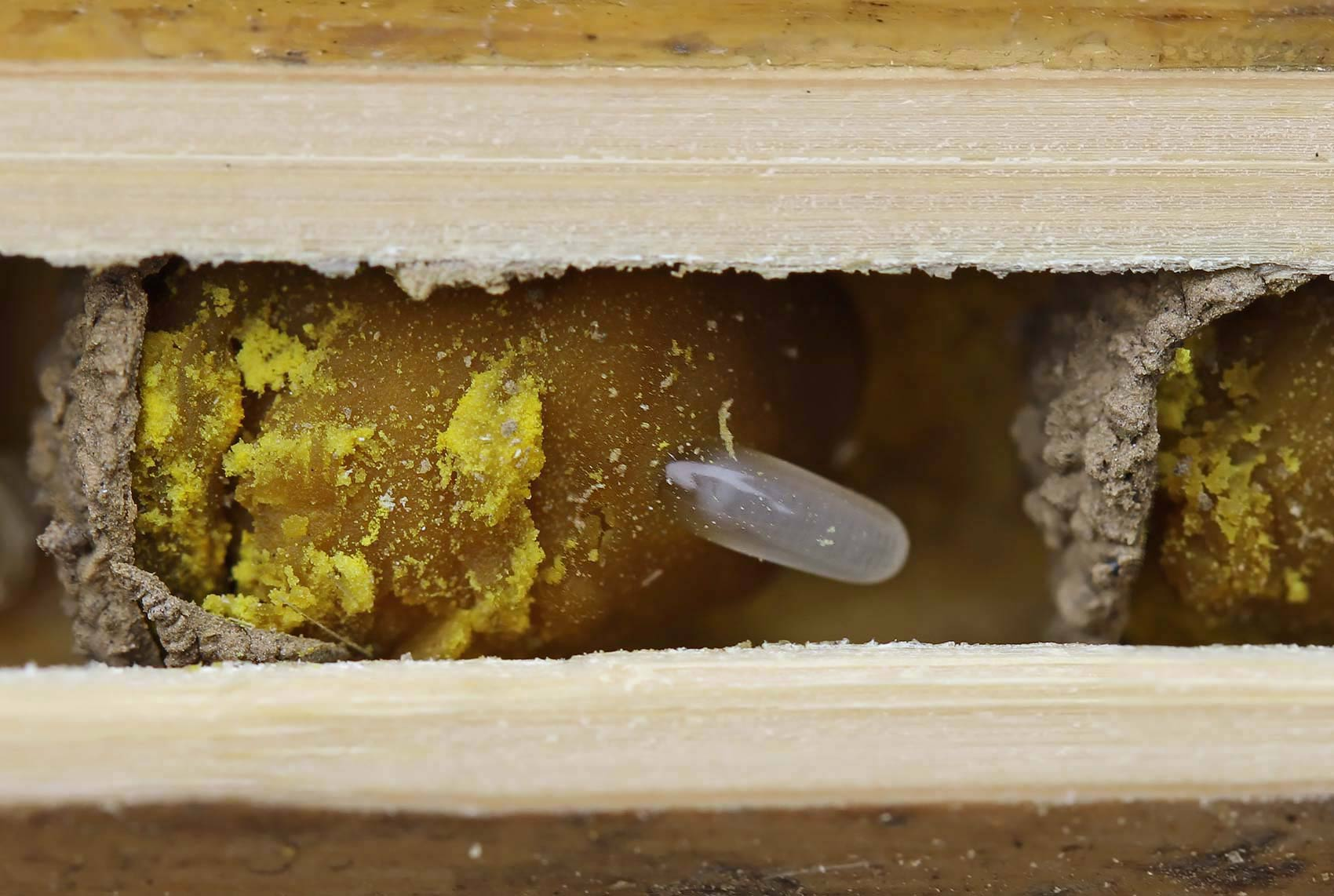
Brutzelle mit Ei am Futtervorrat (Tag 1)
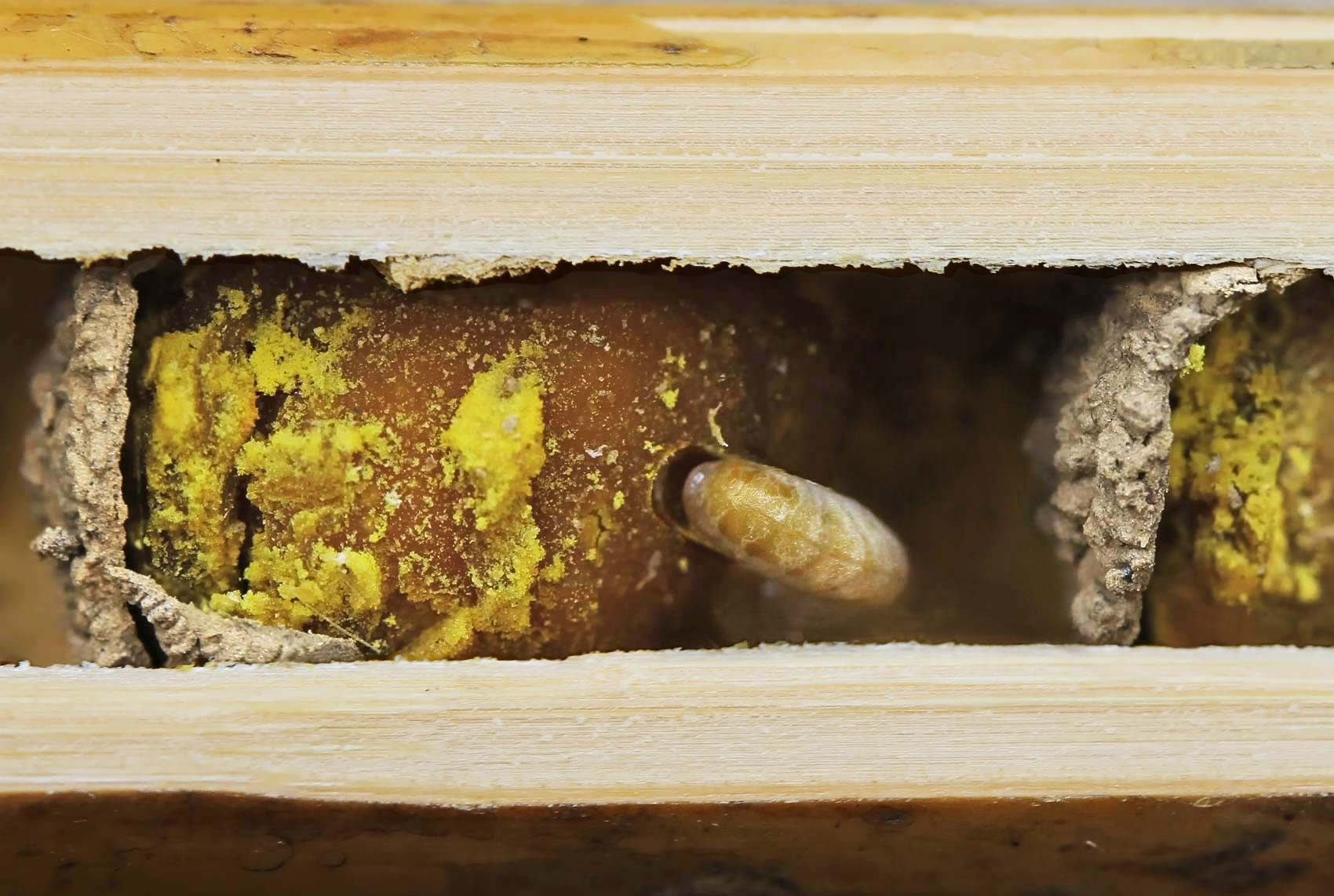
Junge Larve (Tag 12)
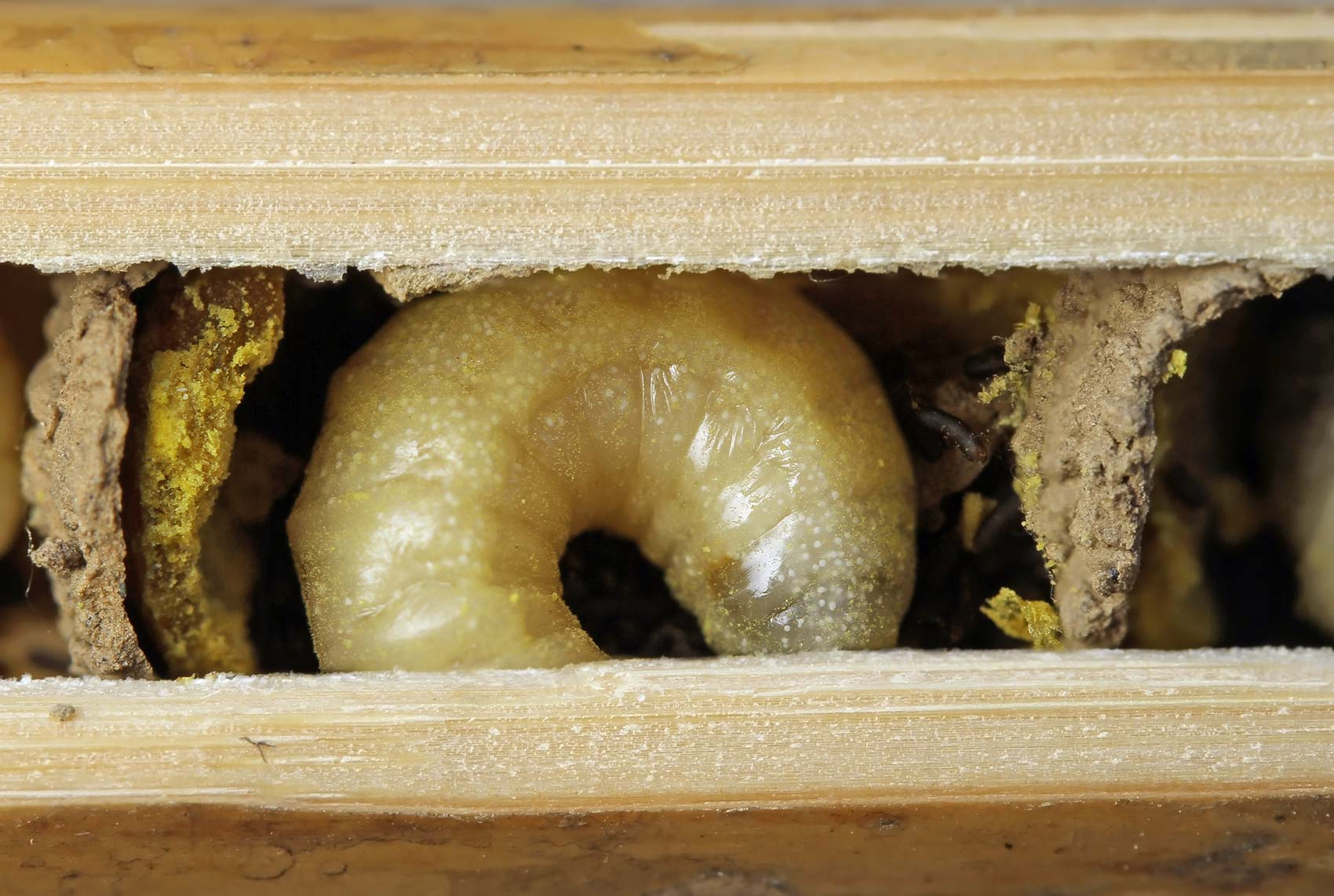
Große Larve mit fast aufgebrauchtem Futtervorrat (Tag 31)
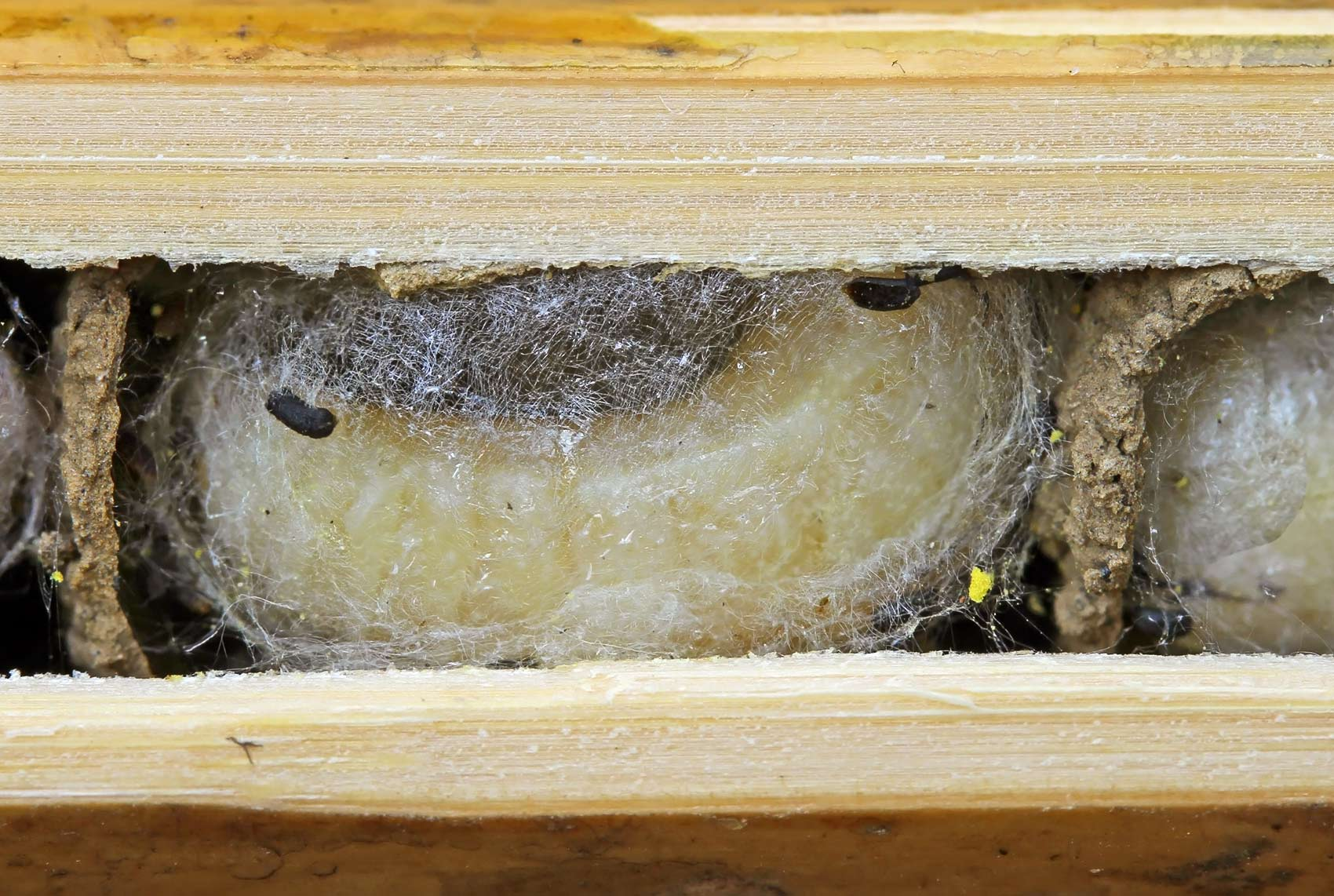
Larve bei der Bildung ihres Kokons (Tag 36)
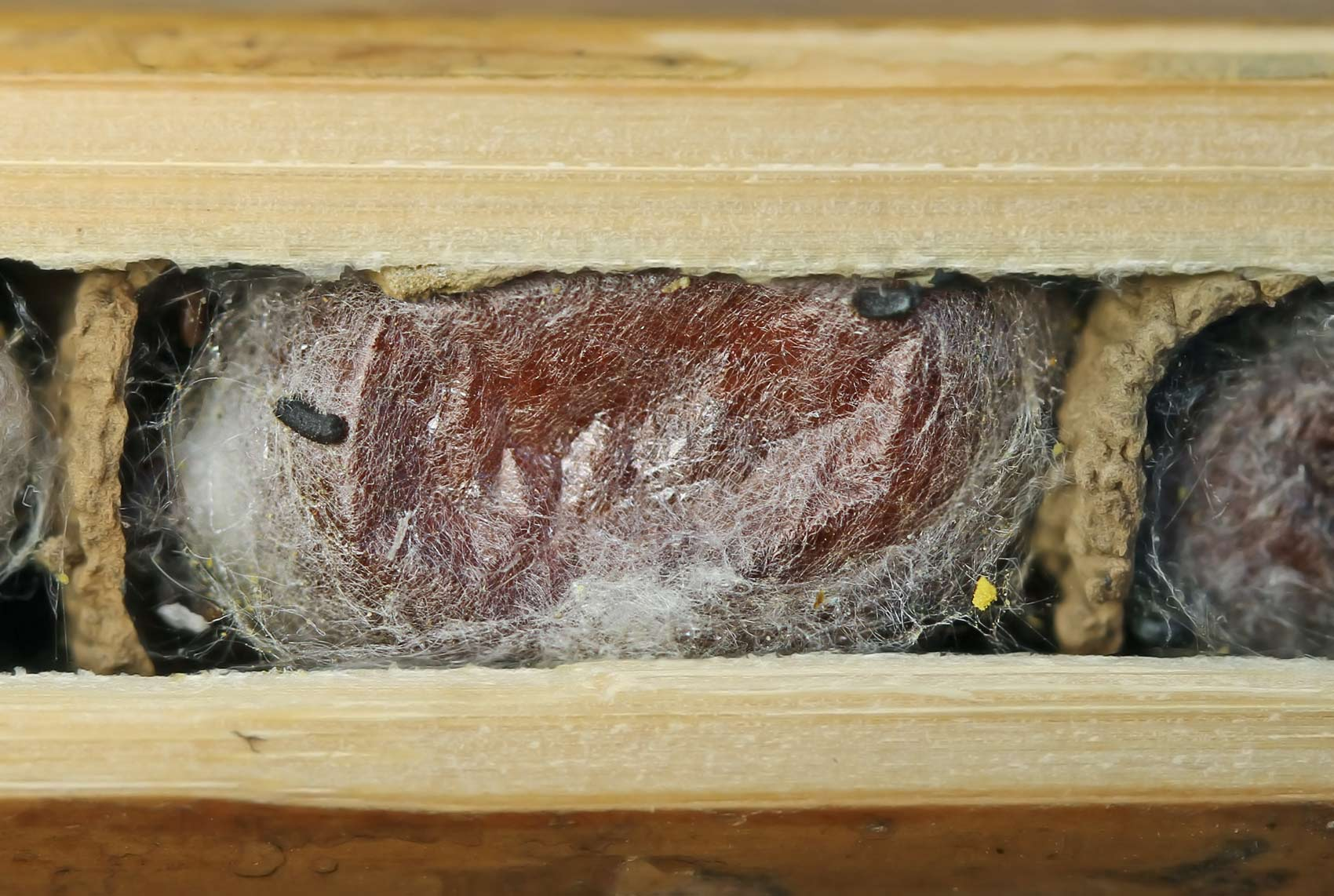
Vollständig verpuppte Larve (Tag 39)

## Verbreitung
Die Gehörnte Mauerbiene ist in Europa weit verbreitet, von Portugal über Süd- und Mitteleuropa bis zum Kaukasus, nordwärts bis in die Norddeutsche Tiefebene, südwärts bis Sizilien, Kreta und Syrien. Sie ist auch in Nordafrika verbreitet.
In Deutschland und Österreich wurde die Gehörnte Mauerbiene in allen Bundesländern außer Schleswig-Holstein nachgewiesen. Auch in der Schweiz ist sie weit verbreitet. In Deutschland nimmt die Bestandsdichte von Süden nach Norden ab. Die Art kommt überwiegend in wärmeren Lagen in einer Höhe von unter 500 m vor.

## Gefährdung und Schutz

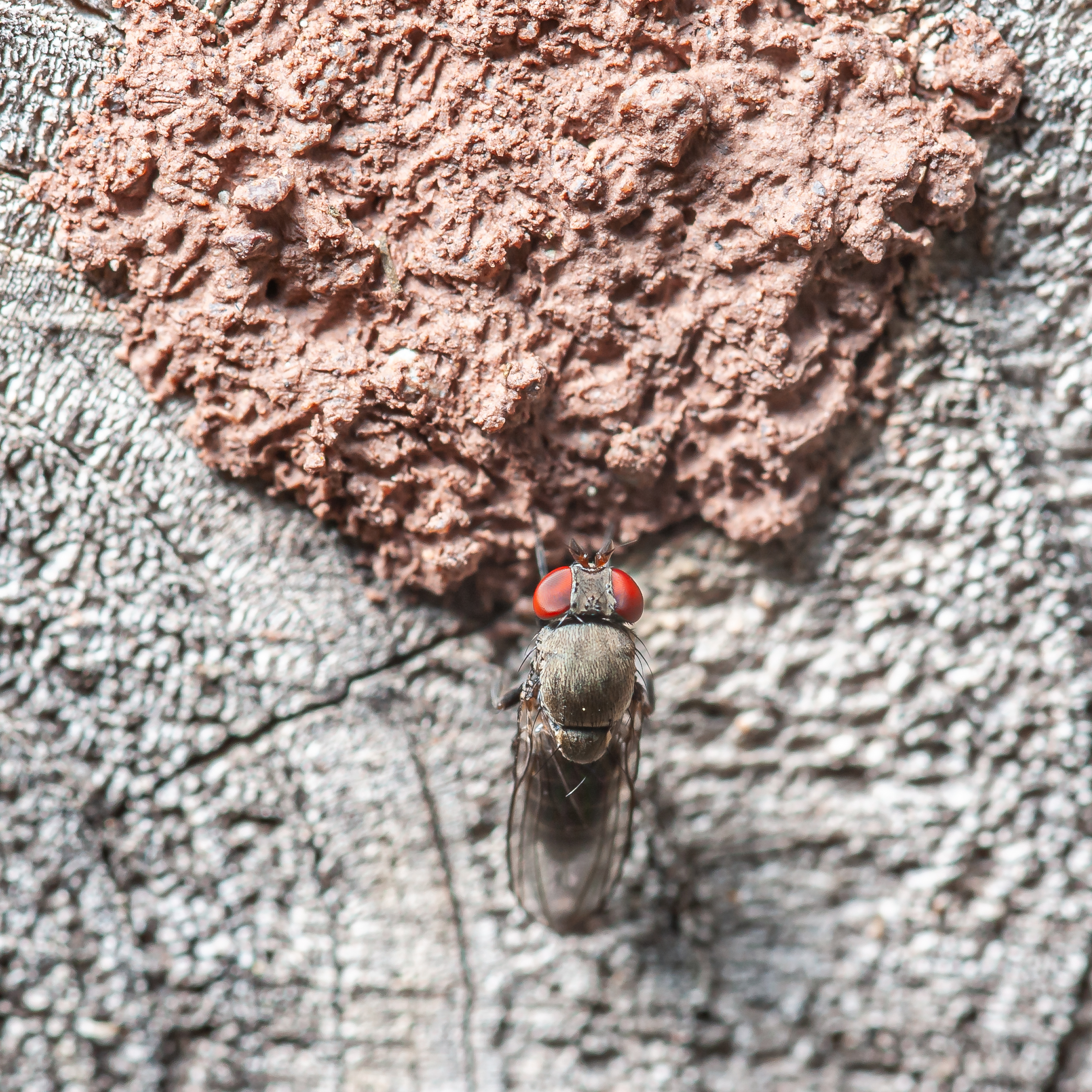
Cacoxenus indagator an einem frisch verschlossenen Nest von Osmia cornuta

Da die Gehörnte Mauerbiene hinsichtlich Nistplatz und Nahrung keine hohen Ansprüche stellt, ist diese Wildbienenart in Deutschland nicht gefährdet. Durch geeignete Nisthilfen und ein reiches Angebot an entsprechenden Frühjahrsblühern kann die Art leicht gefördert werden. Problemlos kann man die Gehörnte Mauerbiene auch mit Nisthilfen anlocken, sofern diese unmittelbar an der sonnenseitigen Hauswand oder sonstigen größeren Flächen angebracht sind. Als künstliche Nistgelegenheiten werden Holzblöcke mit Bohrungen quer zur Holzfaser von mindestens 8 bis 10 cm Tiefe angenommen; noch besser eignen sich waagrecht orientierte Bambusrohre mit einer Länge von 20 bis 25 cm; der Innendurchmesser sollte jeweils 7–9 mm betragen. Mauerbienen sind friedfertig, selbst wenn Hunderte von ihnen auf engem Raum nisten.
Nester von Osmia cornuta werden u. a. von Cacoxenus indagator parasitiert.

## Bestäubung im Obstanbau
Bienen der Gattung Osmia werden in Japan in Form der Art Osmia cornifrons bereits seit den frühen 70er Jahren zur Bestäubung in Apfel- und Kirschplantagen eingesetzt. Die Nutzung der verwandten Gehörnten Mauerbiene als Bestäuber in Mandel-, Apfel- und Birnenplantagen wird in Spanien seit den frühen 90er Jahren untersucht. Dabei hat sich z. B. gezeigt, dass die Gehörnte Mauerbiene bei der Bestäubung von Mandelbäumen effizienter ist als die bis dahin ausschließlich hierfür genutzte Europäische Honigbiene (Apis mellifera), sodass theoretisch drei Weibchen der Gehörnten Mauerbiene ausreichen, um einen Mandelbaum zu bestäuben.
Zur Vermehrung der Mauerbienen werden in der Landwirtschaft Nisthilfen in Form von sogenannten Nistbrettern eingesetzt. Zur Schädlingsreduktion werden die Kokons nach Zerlegung der Nisthilfen in ihre einzelnen Nistbretter entnommen, gesäubert und nach Trocknung bis zur weiteren Verwendung im nächsten Frühjahr kühl gelagert.